# حکایت‌های غیراخلاقی
حکایت‌های غیراخلاقی (فرانسوی: Contes immoraux‎) فیلمی اروتیک به کارگردانی والرین بروفچیک محصول ۱۹۷۳ است. فیلم بر پایهٔ چهار خرده‌روایت اپیزودیک با محوریتِ از دست‌ دادنِ بکارت، خودارضایی، شهوتِ خون (bloodlust) و زنا با محارم بنا شده و از بازیگران آن می‌توان به فابریس لوکینی و ماری فورشو اشاره کرد.
محبوبیت بروفچیک میان منتقدان سینمایی با ساختن این فیلم که تا آن زمان بی‌پرواترین فیلمش به لحاظ جنسی محسوب می‌شد رو به افول گذاشت.